# Stefano Felis
Stefano de Maza Gatto dit Stefano Felis (né a Bari le 20 janvier 1538, mort le 25 septembre 1603), est un compositeur italien de la Renaissance, établi à Naples, et le collaborateur et professeur probable du compositeur Pomponio Nenna. Il a composé des madrigaux sacrés, des motets et des chœurs pour l'église catholique romaine.

## Biographie
Felis est né à Putignano, près de Bari, dans la province des Pouilles, où il fut chantre à l'église de Saint-Nicolas, avant de devenir maestro di cappella (maître de chapelle) de la cathédrale de Naples.
Il a accompagné le nonce papal, Antonio Puteo, dans un voyage à la cour de Rodolphe II à Prague durant les années 1580. C'est à Prague que son premier livre de messes est publié en 1588 par l'imprimeur Jiri Nigrin. Felis mentionnera son séjour à Prague dans la préface de son sixième livre de madrigaux, publié à Venise en 1591.
En tant qu'éducateur, Felis semble avoir eu une grande influence sur la génération suivante de musiciens de Bari. Giovan Battista Pace, Giovan Donato Vopa et Pomponio Nenna ont compté parmi ses élèves.
Dans le premier recueil publié par Pomponio Nenna, Il primo libro de Madrigali a cinque voci (1603?) paraissent plusieurs madrigaux de Felis. En tant que professeur, Felis aurait permis au jeune Nenna d'ajouter ces œuvres à la première publication de son élève, assurant ainsi son succès.

## Œuvres

### Madrigaux
- Harmonia celeste... nelle quale si contene una scielta di migliori madrigali che hoggidì si cantino, 1583
  1. No.35. Al vostro dolce azuro
  2. No.43. Nova beltà somma virtù
- Musica Transalpina. Madrigales translated of foure, five, and sixe parts, chosen out of divers excellent Authors / imprimé à Londres par Thomas East, assistant de William Byrd, 1588
  1. "No.28. Sleepe mine onely Jewell. (Sonno scendesti)
  2. "No.29. Thou bring'st her home. (Tu là ritorni)
- Di Stefano Felis... Il Sesto Libro de Madrigali a Cinque voci, 1591
  1. Caro amoroso neo
- Libro nono di madrigali a cinque voci novamente composti, et dati in luce, 1602
  1. Amarilli, ove sei

## Partitions
- Il primo libro de madrigali a sei voci Novamente composto & dato in luce. / Venetia, Gardano, 1579  RISM A/I; F 0211.; RISM B/I; 1579-05. (où figurent des œuvres de Felis, Ridolfo Romano, G.F. Violanta.)
- Il quarto libro de madrigali a cinque voci con alcuni a sei, & uno echo a otto nel fine, novamente composti, & dati in luce. / Venetia, Vincenzi & Amadino, 1585. RISM A/I; F 0212.; RISM B/I; 1585-23. (où figurent des œuvres de Felis, G. de Macque, P. Nenna.)
- Di Stefano Felis... Il Sesto Libro de Madrigali a Cinque voci, con alcuni a Sei, et un dialogo a Sette nel fine, etc. Canto. (Alto.) (Tenore.) (Basso.) (Quinto.). / Venetia : Appresso l'Herede di G. Scotto. Ad istanzia de Scipione Rizzo, 1591. (OCLC 498809433) (où figurent aussi des œuvres de F. di Monte, R. Rodio, S. Dentice and M. Affrem.)
- Libro nono di madrigali a cinque voci novamente composti, et dati in luce. / Venetia, Vincenti, 1602.  RISM A/I; F 0214.; RISM B/I; 1602-05. (où figurent des œuvres de Felis, G.B. Vannelli.)
- Harmonia celeste... nelle quale si contene una scielta dei migliori madrigali che hoggidì si cantino / Antwerp, 1583.
- Liber secundus motectorum quinis senis octonisque vocibus, Venetiis, Gardanum, 1585.  RISM A/I; F 0206; RISM B/I; 1585-02 (où figurent des œuvres de Felis, C. Gesualdo, R. Rocco)
- Mottettorum cum quinque vocibus, liber tertius, Venetiis, Scoti, 1591. RISM A/I; F 0208; RISM B/I; 1591-02 (où figurent des œuvres de Felis, S. Dentice, P. de Monte)
- Liber quartus motectorum, quæ quinis, senis, ac octonis, concinuntur vocibus nunc primum impressus / Venetiis, Vincentium, 1596.  RISM A/I; F 0209; RISM B/I; 1596-04 (où figurent des œuvres de S. Felis and G.B. Vanelli.)
- Musica Transalpina. Madrigales translated of foure, five, and sixe parts, chosen out of divers excellent Authors / Imprinted at London by Thomas East, the assigne of William Byrd, 1588. (où figurent des œuvres de Felis, avec des textes en anglais et en italien)
- Stephani Felis regalis ecclesiæ S. Nicolai bariensis canonici liber quartus motectorum quæ quinis, senis, ac octonis, concinuntur vocibus, nunc primum impressus. / Venetiis : Vincentium, 1596.  RISM A/I; F 0209; RISM B/I; 1596-04 (où figurent des œuvres de S. Felis and G.B. Vanelli.)
- Sacrarum symphoniarum continuatio diversorum excellentissimorum authorum quaternis, V. VI. VII. VIII. X. & XII. vocibus tàm vivis, quàm instrumentalibus accommodata. / Noribergæ : Kaufmann, 1600. Edition: Octava vox. (OCLC 314296648)

## Manuscrits
- Landeskirchliches Archiv in Nürnberg. Manuscript. St. Egidien 53.  Choirbook, 1582. (Includes masses by Stuberus, Stephano Felis Barensi, Orlandus, Philippus Schondorff, Phillipe de Monte, and Jachet de Mantua)
- California. San Marino. Huntington Library. MSS EL 25A (after 1602)  (Contains one 5-part madrigal, "Amarilli ove sei")

## Pour approfondir

### bibliographie
- Hoagland, Bruce D. A study of selected motets of Stephano Felis: v. 1. Stephano Felis, his life and his music. Analysis of the motets -- v. 2. Transcription of the motets : Book II ; Book III ; Book IV. / Thesis (D.M.A.), Conservatory of Music. University of Missouri, Kansas City, 1966.
- Bux, Nicola.  Fonti per la storia della liturgia, Volume 5 / Edipuglia srl, 1991, pg. 73 ff.  (ISBN 88-7228-073-7 et 978-88-7228-073-7)
- Lindell, Robert. « Musique et patronage à la Cour de Rudolf II », in Music in the German Renaissance: sources, styles, and contexts, édité par John Kmetz, Cambridge University Press, 1994.   (ISBN 0-521-44045-9 et 978-0-521-44045-5)